# 西ダバオ州

ダバオ・オクシデンタル州

西ダバオ州（にしダバオしゅう、Davao Occidental, セブアノ語: Kasadpang Dabaw, ダバオ・オクシデンタル州とも）は、フィリピン南部ミンダナオ島にあるダバオ地方（Davao Region, Region XI）に属する州である。北に南ダバオ州、西にソクサージェン地方のサランガニ州と接し、東にはダバオ湾が広がっている。面積は2,163.45 km2で国内第57位、人口は316,342人（2015年）。州都はマリタ（Malita）である。
フィリピンで81番目に誕生した新しい州で、南ダバオ州の南半分が独立して西ダバオ州となった。創設を支援した上院議員フェルディナンド・マルコス・ジュニアは、南ダバオ州の南端が州都ディゴスから遠いため、行政によるサービスが行き届かないことを理由に挙げているが、別の議員はゲリマンダーを作るという政治的理由以外に何もないと述べている。
西ダバオ州を創設するという内容の共和国法第10360号は、2012年末に議会を通過し、2013年にベニグノ・アキノ3世大統領により署名された。同年10月のバランガイ選挙と同時に実施された住民投票では賛成票が多数となり、2013年10月28日に西ダバオ州が誕生した。2016年の選挙で知事等が選出されるまでの間は、南ダバオ州の知事らが内務省や地元の役所の支援の下に、西ダバオ州の行政権を行使した。